# Hover Ace
Hover Ace: Combat Racing Zone (також HoveRace) — відеогра жанру перегони/екшн, розроблена українською студією GSC Game World і видана Strategy First (Russobit-M в Росії). Початково розроблювана для гральних приставок, вона була випущена для Windows у 2002 році. Розробники називали гру духовним послідовником DeathTrack і Star Wars: Racer.

## Ігровий процес
Дія розгортається у постапокаліптичному світі на різних планетах Сонячної системи — Венері, Землі, Марсі і «Планеті льодовиків», де відбуваються перегони на футуристичних літаючих автомобілях (ховерах).
За проходження точки збереження на трасі гравець отримує очки, причому їх кількість залежить від місця, на якому він перебував у заліку, і рівня складності гри. Крім того, що обігнати, противника можна знищити зброєю, отримавши в нагороду очки. Багато об'єктів на трасі можна зруйнувати, отримавши за це додаткові очки і перешкодивши противникам. На трасах зустрічаються бонуси: Екстра-ушкодження, Стелс, Прискорення, Захист. Противники різняться власним виглядом і автомобілями, і крім того володіють параметрами агресивності та водійськими навичками. В настройка налаштовується швидкість подій.
Після гонки очки перераховуються в гроші, і визначають рейтинг гравця в загальному заліку. Гроші витрачаються між заїздами на покупку нових автомобілів, вдосконалення наявного, збільшення його параметрів (швидкість, прискорення, керованість, потужність, слоти зброї), та купівлю різної зброї (первинної і вторинної, всього 12 видів) й обладнання, двигунів, генераторів і щитів. Генератори потрібні для живлення деяких пристроїв і зброї. В гаражі може знаходитися тільки один ховер, купивши новий, гравець втратить колишній.

## Розробка
Робота над Hover Ace почалася в 1998 році. Початково гра задумувалася як подібна на Need for Speed, але з боями на авто. При цьому вона розроблялася для гральних приставок, а не ПК, тому акцент робився на однокористувацьку гру. Однак, коли плани змінилися, в Hover Ace залишився «приставочний» ігровий процес, щоправда, без підтримки геймпадів.

## Оцінки й відгуки
Hover Ace отримала схвалення критиків, отримавши найнижчу оцінку в 60/100 від AG.ru, і найвищу — 90/100 від Game.EXE.